# Cratere de Beauvoir
de Beauvoir  è un cratere sulla superficie di Venere. Deve il suo nome alla filosofa femminista francese Simone de Beauvoir.